# Emmanuel Guillon
Emmanuel Guillon, né à Poitiers le 5 août 1939, docteur d'État, est un écrivain, orientaliste scientifique spécialiste de deux civilisations anciennes de l'Asie du Sud-Est, celle des Môns (Birmanie, Thaïlande), et celle du Royaume de Champā (Viêt Nam) qui nous a laissé comme legs artistique celui de l'Art du Champā, avec les sites du sanctuaire de My Son, de Po Klong Garai et de Po Nagar.

## Éléments biographiques
Après des études de philosophie, d'ethnologie et de birman à la Sorbonne à Paris, Emmanuel Guillon enseigne pendant quatre ans[Quand ?] le français à Rangoun (Birmanie), puis pendant trois ans[Quand ?] la philosophie à Saïgon (Viêt Nam).
De retour en France, il enseigne la psycho-pédagogie à Rouen, puis, la philosophie en région parisienne. Parallèlement il fait connaître les fruits de ses travaux orientalistes par des ouvrages, des articles, des conférences, notamment à l'École pratique des hautes études à Paris.
En 1994, il fonde la Société des Amis du Champa Ancien (SACHA), qui peu à peu réunit les amateurs et spécialistes du Champa ancien. Il en est le président jusqu'à sa dissolution en 2011. La SACHA publie, de 1997 à 2011, quatorze numéros d'un bulletin qui contribue à la renaissance des études sur le Champa ancien. Elle organise un colloque international en 2005 au musée Cernuschi à Paris. L'auteur mène, jusqu'en 2009, de nombreuses enquêtes de terrain.
En 2000, il crée et assure, pendant neuf ans, un cours d'initiation à la civilisation Môn et à sa langue à l’Institut national des langues et civilisations orientales(INALCO) de Paris.
Il a dirigé plusieurs thèses de doctorat.

## Publications (ouvrages et articles)

### Sur les Môn
- Sur 21 chansons populaires môn, Paris, L'Homme (revue), 1971, XI, 2, p. 58-108[1]. [lire en ligne]
- (en) A mon copper plate in the National Library, Bangkok, avec Nai Pan Hla, Rangoon, Journal of Burma Research Society, 1972, LV, 1 & 2, p. 9-17[2].
- Notes sur l'ancienne région de Thatön (basse-Birmanie), New York, Ascona, Artibus Asiae, 1974, XXXVI, 4, p. 273-286[1],[2].
- Recherches sur quelques inscriptions Mon – I, Paris, BEFEO, 1974, LXI, p. 339-348, et II, BEFEO, 1977, LXIV, p. 83-119, I0 photos[1]. [lire en ligne]
- (en) Some aspect of môn syntax, Hawaï, Austro-Asiatic Studies, part 1, p. 407-421 (Oceanic Linguistics Special Publications no 13), 1976[1],[2].
- Notes sur le Bouddhisme Môn, Göttingen, Nachritchen Der Akademie der Wissenschaften in Göttingen I, Philologishklasse Jarang 1982, p. 43-62 [3]
- L'armée de Mara au pied de l'Ananda (Pagan-Birmanie), Paris, Éditions Recherche sur les Civilisations, Mémoire no 60, 108 p., illust[4].  (ISBN 978-2-86538-141-8)
- À propos d'une version mône inédite de Vasundhara, Paris, Journal asiatique, 1987, CCLXXV, 1-2, p. 143-162[2].
- Les villes du Pégou, du XIVe siècle au XVIe siècle, Paris, Archipel (revue), 1989, p. 107-118. [lire en ligne]
- Résumé  des conférences, Paris, Annuaire de l'École pratique des hautes études, section des sciences religieuses, 1990, tome XCVII, 1988-1989, p. 143-147. [lire en ligne]
- Mon, Encyclopædia Universalis, Paris, 1990, XV, p. 622-624 (remise à jour de l'article de 1972)[2].
- The ultimate origin of the world, or the Mula Muh and other Mon Beliefs, The Journal of the Siam Society, Bangkok, The Siam Society, 1991, vol 79, 1, p. 22-30[5]. [lire en ligne]
- À propos de certains systèmes politiques Birmans et Mon, Paris, Péninsule, Systèmes politiques des marches du monde Chinois, Péninsule : études Interdisciplinaires sur l’Asie du Sud-Est Péninsulaire, no 35, 1997 : 225-234[6].
- The Mons, a Civilization of South East Asia, Bangkok, The Siam Society, 350 p., illust[4],[7],[8],[9].  (ISBN 9748298442)
- Parlons Môn, langue et civilisation, Paris, Éditions L'Harmattan, collection Parlons, 2003, 302p.  (ISBN 2747554708 et 9782747554701) [lire en ligne]
- Architecture and Symbolic Landscapes, the case of Ancient Champa and Mon Kingdoms, Fisbones and glittering Emblems, Southeast Asian Archeology 2002, Anna Karlstrom & Anna Kälén, Museum of Far Eastern Antiquities, Östasiatiska Museet, Stockholm, 2003, p. 271-279, 10 Fig.
- Môns anciens, Môns actuels, Paris, Musée national des arts asiatiques - Guimet, Dvaravati, aux sources du bouddhisme en Thaïlande, RMN, 2009, p. 47-51, 1 Fig.
- Religious complexity in Ancient Southeast Asia : some Mon and Cham exemples, Abhinandanamâlâ Nandana Chutiwongs Felicitation volume, Bangkok, Colombo, 2010, p. 235-239, 4 Fig.

### Sur le Champa ancien
- Champa, Dictionary of Arts, London, éd. Jane Turner, Mac Millan, 1996, vol 6, p. 417-433, illust.
- L'art Cham refait surface. La collection Albert Morice retrouvée, Paris, Le Journal des arts, no 31, décembre 1996, p. 20, illust[10].
- « Les sculptures du Campa à Da Nang » in: Le Musée de Sculptures Cham de Da Nang, Paris, Association Française des Amis de l'Orient, p. 91-197.
- Nagara Campā, Campāpura Campā : recherches sur l'ancien Champa, in Living a life in accord with Dhamma : papers in honor of Professor Jean Boisselier on his eightieth birthday, Bangkok, Université Silpakorn, p. 245-271, 2 cartes, 7 photos.
- Recherches sur le Campa ancien. À propos du groupe H de My Son, Paris, Péninsule : études interdisciplinaires sur l’Asie du Sud-Est Péninsulaire, 34, p. 119-128, 6 Fig.
- Cham Art, Treasures from the Dà Nang Museum, Viêt Nam, London, Thames & Hudson, 2004 p. 200 illust., bibliog., index.
- Pour une archéologie cam au nord de Dà Nang, Paris, Lettre de la Société des Amis du Champa, 2004, no 10, p. 8[11].
- The representation of Textiles in Cham Sculptures, Through the Thread of Time, Southeast Asian Textiles, The James H. W. Thompson Foundation Symposium Papers, Jane Puranananda, Bangkok, River Books, p. 134-151, 38 Fig.
- Le colloque de la SACHA d'octobre 2005, Lettre de la Société des Amis du Champa, no 12, p. 22-23[11].
- Les sites cam des hautes vallées, Lettre de la Société des Amis du Champa, no 13, 2007 p. 17-21., 13, p. 17-21[11].
- The Archaeology of Champa, North of Hue - Towards New Perspectives, Interpreting Southeast Asia's Past, Elisabeth A. Bacus, Ian C. Glover & Peter D. Sharrock, eds., Nus Press, Université nationale de Singapour, 2008 p. 73-84, 15 fig.
- Connexion entre Cultures (L'ancien Champa et ses voisins), Archeology in Southeast Asia, From Homo Erectus to the Living Traditions, Choice of Papers from the 11th International Conference of the European Association of Southeast Asian Archaeologists, p. 215-220, 9 Fig.
- Art et Archéologie du CHAMPA, une ancienne civilisation du Viêt Nam, Paris, Éditions Picard, 2011, 248 p. 120 illust. N&b, 44 illust. Couleur.  (ISBN 270840864X et 978-2708408647) [12],[13]

### Sur la Birmanie
- Dictionnaire de base Français-Birman (7 000 mots), avec Claude Delachet-Guillon. Dawn Literature Publishing House, Rangoon, Birmanie, 1972, 466 p[2],[4].
- Birmanie, avec Claude Delachet-Guillon. Éditions du Seuil, collection Petite Planète, 1975, 190 p[2],[4].  (ISBN 9782020001458)
- Images du Bouddhisme vivant : Birmanie, avec François Dupuy, Paris, Trismégiste, 1986, 110 p. 86 photos (bilingue français/anglais)[14].  (ISBN 2-86509-023-X)
- Aung San Suu Kyi, Nationalisme et Littérature en Birmanie : quelques aspects de la vie intellectuelle pendant le colonialisme, avec Claude Delachet-Guillon. Olizane, Genève, 1996 (traduction en français de La Birmanie et l’Inde, d’Aung San Suu Kyi), p. 33-85.  (ISBN 2-88086-149-7)
- Gustav Houtman. Mental Culture in Burmese Criss Politics, Paris, L'Homme (revue), no 157 p. 301-303.
- Birmanie, la flamme de la révolte n’est pas éteinte, avec Claude Delachet-Guillon. Centre international Développement et civilisations - Lebret-Irfed Développement et civilisations, no 360, 2008, Paris, p. 1-4[15].
- Lettres et récits de Birmanie et du Viêt Nam, avec Claude Delachet-Guillon. Persée (maison d'édition), Paris, juillet 2012, 805 p.  (ISBN 978-2-8231-0170-6)

### Et aussi...
- Notre Cambodge 93, Paris, La Nouvelle Revue française, no 486 juillet-août 1993, p. 234-237.

### Philosophie
- Introduction à la philosophie, terminales techniques, F, G et H, Hatier, Paris 1984, 271 p. 32 photos, 22 couleurs hors texte. Plusieurs ré-éditions.  (ISBN 2218065304 et 978-2218065309)
- Les philosophies Bouddhistes, Paris, Presses universitaires de France, Que sais-je ? no 3003, 1995, 128 p. (10e mille, 2e éd revue 1997 et édition en russe, Moscou 2004, 160 p[16].